# Comune di Høng
Il comune di Høng, fino al 1º gennaio 2007 è stato un comune danese situato nella contea della Selandia Occidentale, il comune aveva una popolazione di 8 430 abitanti (2006) e una superficie di 145 km². Capoluogo era la cittadina omonima.
Dal 1º gennaio 2007, con l'entrata in vigore della riforma amministrativa, il comune è stato soppresso e accorpato ai comuni di Bjergsted, Gørlev e Hvidebæk per dare luogo al riformato comune di Kalundborg compreso nella regione della Selandia.